# Muscicapoidea
De superfamilie Muscicapoidea bestaat uit een aantal families van meestal kleine zangvogels die in 1990 als duidelijke clade naar voren kwamen uit het onderzoek van Sibley & Ahlquist.
De superfamilie bevat in Europa bekende families en geslachten zoals de spreeuwen, vliegenvangers, tapuiten, lijsters en waterspreeuwen.
Deze onderling verschillende families worden binnen deze superfamilie in drie subclades ondergebracht. Onduidelijk blijft of de familie van de pestvogels ook tot deze clade behoort. De hier gepresenteerde indeling is gebaseerd op het Tree of life-project en de familieindeling volgt die van de IOC.

## Families binnen deze clade
- Mimidae (Spotlijsters)
- Sturnidae (Spreeuwachtigen)
- Buphagidae (Ossenpikkers)
- Turdidae (Lijsters (vogels))
- Muscicapidae (Vliegenvangers)
- Cinclidae (Waterspreeuwen)

## Galerij

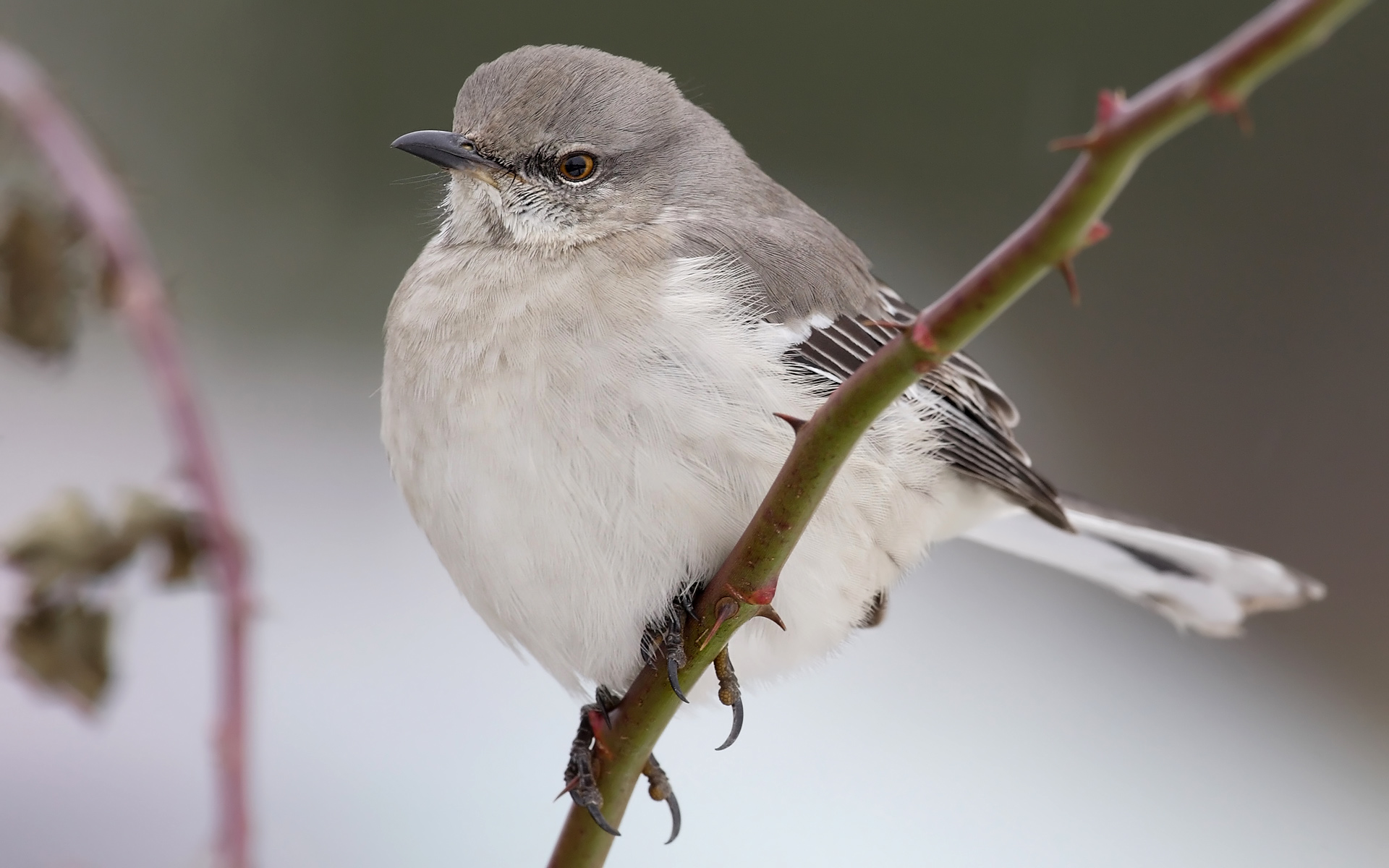
Mimus polyglottos (Mimidae)
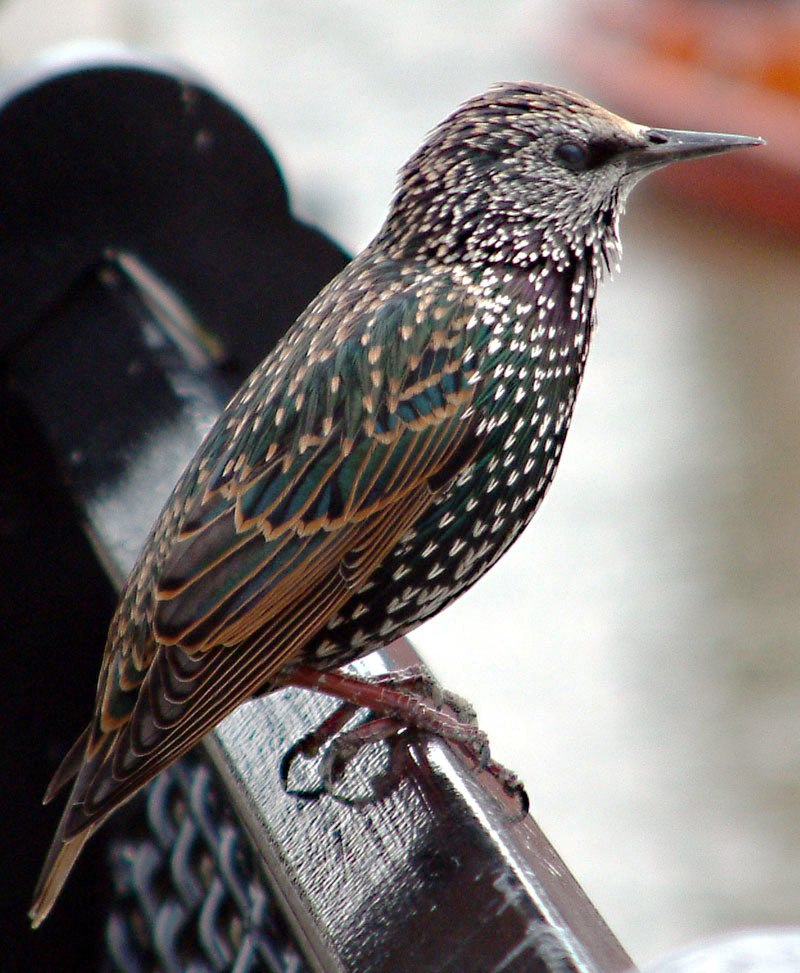
Sturnus vulgaris (Sturnidae)
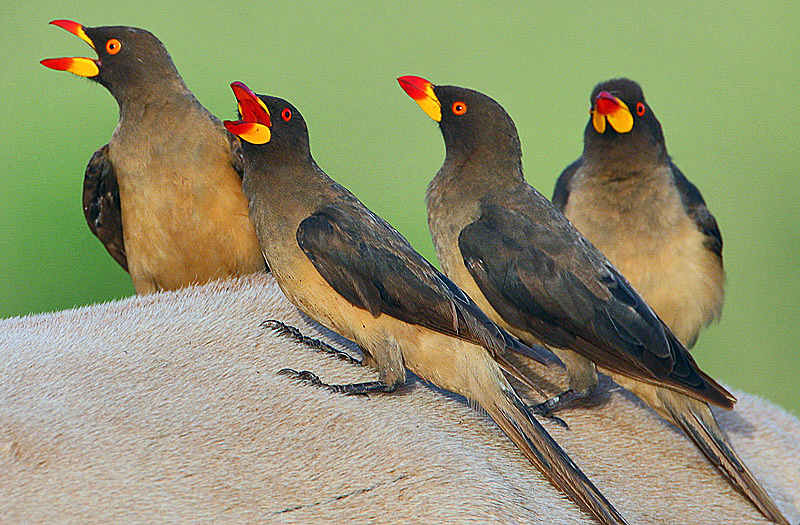
Buphagus africanus (Buphagidae)
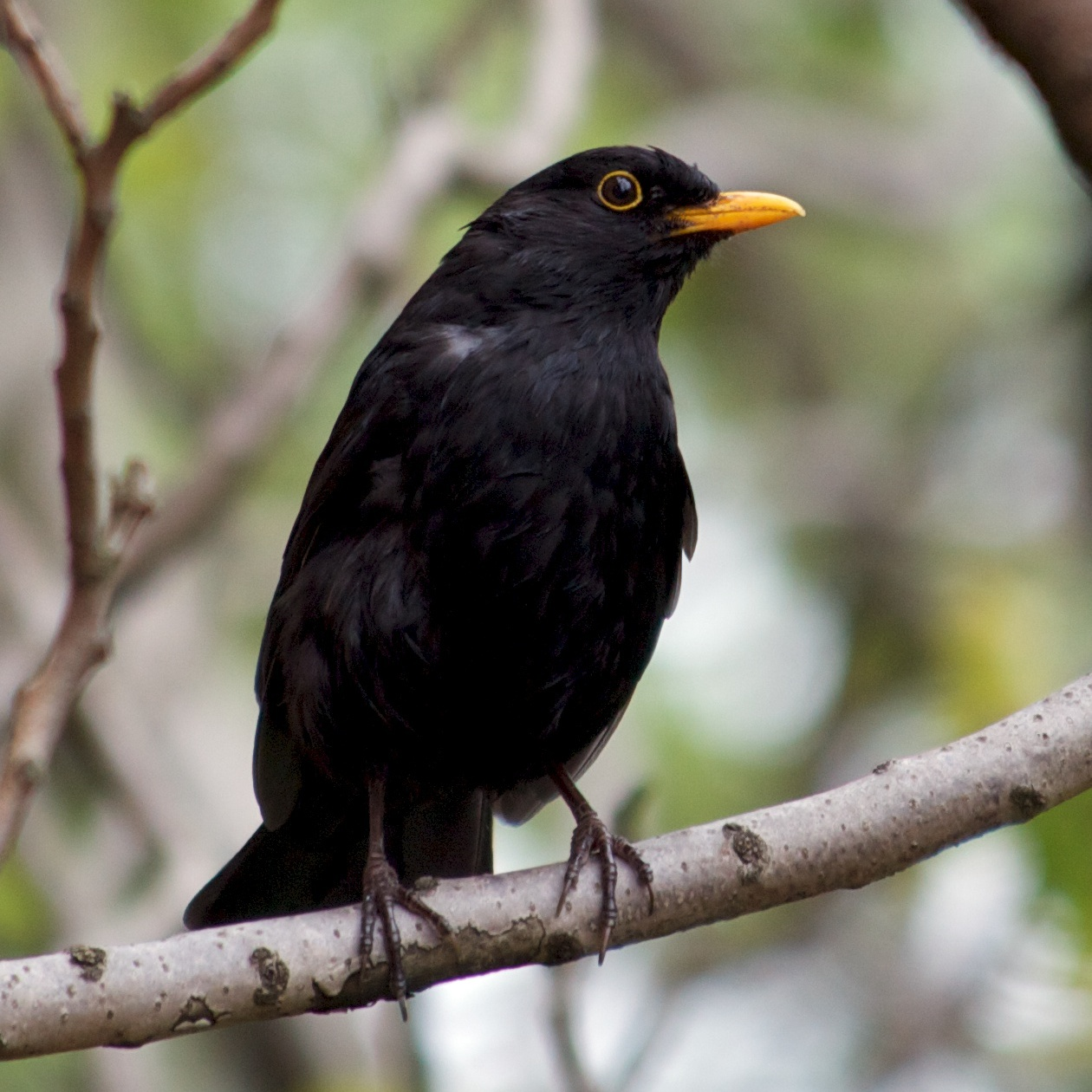
Turdus merula (Turdidae)
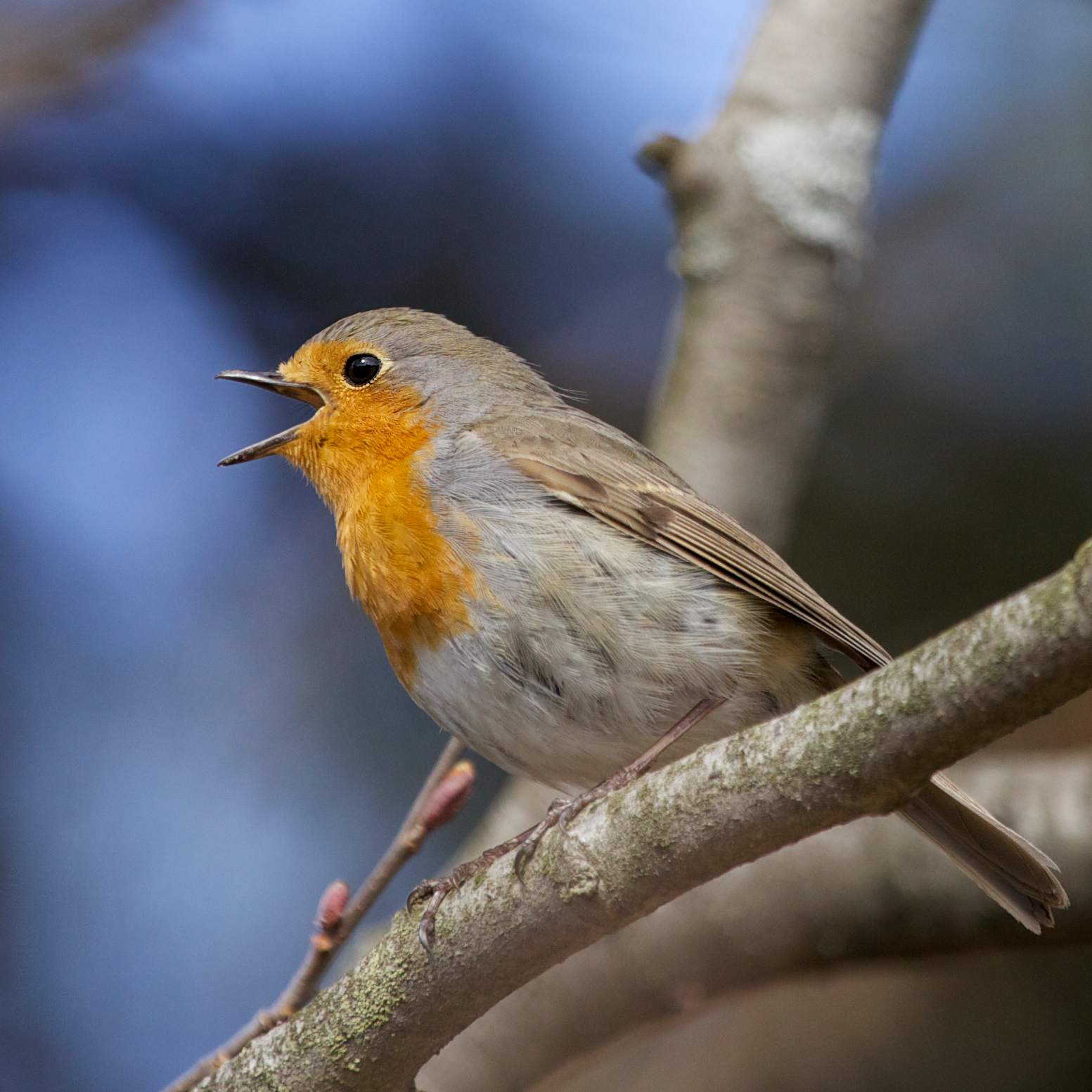
Erithacus rubecula (Muscicapidae)
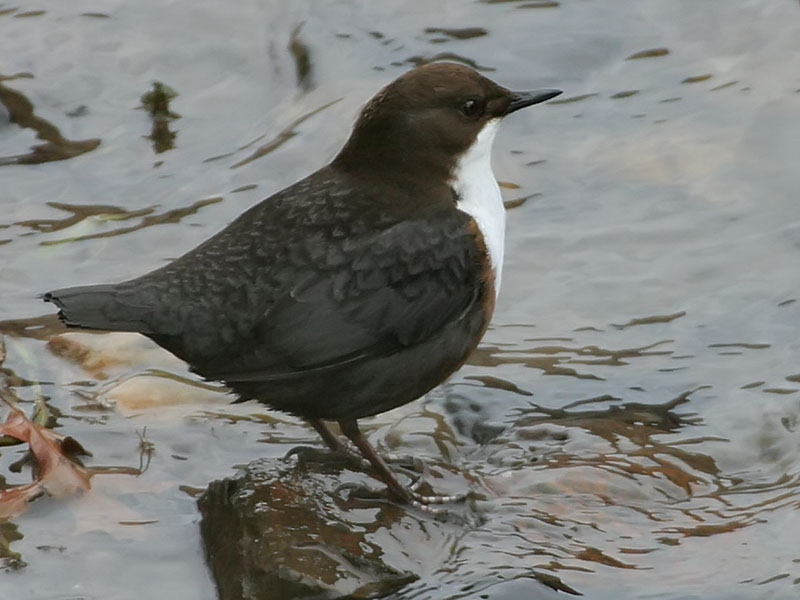
Cinclus cinclus (Cinclidae)